# Die Schlümpfe/Diskografie
Diese Diskografie ist eine Übersicht über die musikalischen Werke unter dem Label der Comic-Figuren Die Schlümpfe. Musik unter deren Mitwirkung wurde namentlich ab 1977 vom Niederländer Pierre Kartner alias Vader Abraham produziert, die Lieder waren ab 1978 mehrmals in den Musik-Hitparaden. Den Quellenangaben und Schallplattenauszeichnungen zufolge haben sie bisher mehr als 10,6 Millionen Tonträger verkauft. Ihre erfolgreichste Veröffentlichung ist das Album Tekkno ist Cool – Vol. 1 mit über 1,2 Millionen verkauften Einheiten.

## Entstehung und Erfolg
Als zusätzliche Werbung für die Comic-Serie Die Schlümpfe schrieb Kartner auf Veranlassung des Musikproduzenten Harry Thomas sein ’t Smurfenlied mit einem Frage-Antwort-Dialog zwischen ihm, dem vollbärtigen, weißhaarigen „Vader Abraham“, und den „Schlümpfen“, deren Stimmen er in verschiedenen Abspielgeschwindigkeiten selbst einsang. Das Lied (Het Smurfenlied bzw. ’t Smurfenlied) wurde nicht nur in Belgien und den Niederlanden ein Riesenhit. In Deutschland war Das Lied der Schlümpfe Nummer 1, in England Nummer 2, jeweils in einer eigenen landessprachlichen Version.
Bei der Übersetzung gingen, dem Reim geschuldet, leider einige schlaue Textstellen verloren. Die Antwort auf „Waarom zijn de smurfen klein“ („Warum seid ihr Schlümpfe klein“) war ursprünglich „Omdat jullie groter zijn“ („Weil ihr größer seid“) und wurde zu „Wir wollen gar nicht größer sein“.

## Weitere Lieder
Danach gab es noch mehrere kleine Erfolge mit Nachfolge-Singles, und bis heute erscheinen regelmäßig CDs, in denen aktuelle Hits mit kindertauglichen deutschen Texten versehen und mit Schlumpfstimmen aufgenommen werden; aus Shut Up and Sleep with Me wurde so zum Beispiel Klipp-Klapp, komm tanz mit mir. Diese CDs haben jedoch nichts mit Vader Abraham zu tun, sondern wurden von Michael Rick produziert.

## Trivia
Der Boxer Arthur Abraham verwendete zu Beginn seiner Karriere das Lied der Schlümpfe als Einzugmelodie.

## Alben
| Jahr | Titel                                            | Höchstplatzierung, Gesamtwochen/‑monate, AuszeichnungChartplatzierungen (Jahr, Titel, Platzierungen, Wochen/Monate, Auszeichnungen, Anmerkungen) | Höchstplatzierung, Gesamtwochen/‑monate, AuszeichnungChartplatzierungen (Jahr, Titel, Platzierungen, Wochen/Monate, Auszeichnungen, Anmerkungen) | Höchstplatzierung, Gesamtwochen/‑monate, AuszeichnungChartplatzierungen (Jahr, Titel, Platzierungen, Wochen/Monate, Auszeichnungen, Anmerkungen) | Höchstplatzierung, Gesamtwochen/‑monate, AuszeichnungChartplatzierungen (Jahr, Titel, Platzierungen, Wochen/Monate, Auszeichnungen, Anmerkungen) | Höchstplatzierung, Gesamtwochen/‑monate, AuszeichnungChartplatzierungen (Jahr, Titel, Platzierungen, Wochen/Monate, Auszeichnungen, Anmerkungen) | Anmerkungen                          |
| Jahr | Titel                                            | DE | AT | CH | UK | NL | Anmerkungen                          |
| ---- | ------------------------------------------------ | --- | --- | --- | --- | --- | ------------------------------------ |
| 1977 | In Smurfenland                                   | — | — | — | — | NL1 (23 Wo.)NL | mit Vader Abraham                    |
| 1978 | Vader Abraham im Land der Schlümpfe              | DE3 Platin · (34 Wo.)DE | AT3 (8 Mt.)AT | — | — | — | deutsche Version von In Smurfenland  |
| 1978 | Father Abraham in Smurfland                      | — | — | — | UK19 (11 Wo.)UK | — | englische Version von In Smurfenland |
| 1980 | Hitparade der Schlümpfe                          | DE1 Platin · (22 Wo.)DE | AT1 (3½ Mt.)AT | — | — | — |                                      |
| 1980 | Het smurfenfeest                                 | — | — | — | — | NL21 (6 Wo.)NL | De Smurfen                           |
| 1981 | Hitparade der Schlümpfe 2                        | DE1 Gold · (13 Wo.)DE | AT2 (1½ Mt.)AT | — | — | — |                                      |
| 1983 | Die neuesten Hits vom Land der Schlümpfe         | DE13 (5 Wo.)DE | AT17 (½ Mt.)AT | — | — | — |                                      |
| 1984 | Frohe Schlumpfen-Weihnacht                       | DE16 (10 Wo.)DE | — | — | — | — |                                      |
| 1986 | Die Super-Hitparade                              | — | — | CH22 (1 Wo.)CH | — | — |                                      |
| 1990 | Together Forever                                 | — | — | — | — | NL36 (13 Wo.)NL | Vader Abraham en De Smurfen          |
| 1995 | Ga je mee naar Smurfenland                       | — | — | — | — | NL1 ×2Doppelplatin · (47 Wo.)NL | Irene Moors & De Smurfen             |
| 1995 | Smurf the House                                  | — | — | — | — | NL2 Platin · (41 Wo.)NL | Irene Moors & De Smurfen             |
| 1995 | Tekkno ist Cool – Vol. 1                         | DE1 ×2Doppelplatin · (55 Wo.)DE | AT1 ×3Dreifachplatin · (27 Wo.)AT | CH6 Platin · (21 Wo.)CH | — | — |                                      |
| 1995 | Megaparty – Vol. 2                               | DE6 ×3Dreifachgold · (39 Wo.)DE | AT1 ×2Doppelplatin · (29 Wo.)AT | CH14 Platin · (17 Wo.)CH | — | — |                                      |
| 1995 | Smurfen Houseparty                               | — | — | — | — | NL3 Platin · (19 Wo.)NL | De Smurfen                           |
| 1996 | The Smurfs Go Pop                                | — | — | — | UK2 ×2Doppelplatin · (33 Wo.)UK | — | The Smurfs                           |
| 1996 | Alles Banane! – Vol. 3                           | DE2 ×3Dreifachgold · (42 Wo.)DE | AT1 ×2Doppelplatin · (22 Wo.)AT | CH3 Platin · (35 Wo.)CH | — | — |                                      |
| 1996 | Christmas Party                                  | — | — | — | UK8 Platin · (9 Wo.)UK | — | The Smurfs                           |
| 1996 | Party House Hits                                 | — | — | — | — | NL10 (12 Wo.)NL | De Smurfen                           |
| 1996 | Voll der Winter – Vol. 4                         | DE2 Platin · (19 Wo.)DE | AT1 Platin · (16 Wo.)AT | CH1 Platin · (20 Wo.)CH | — | — |                                      |
| 1996 | Surprise                                         | — | — | — | — | NL83 (4 Wo.)NL | De Smurfen                           |
| 1997 | The Smurfs Hits ’97 Vol. 1                       | — | — | — | UK2 Gold · (11 Wo.)UK | — | The Smurfs                           |
| 1997 | Balla Balla – Vol. 5                             | DE6 Gold · (19 Wo.)DE | AT1 Platin · (16 Wo.)AT | CH6 Gold · (23 Wo.)CH | — | — |                                      |
| 1997 | The Smurfs Go Pop Again                          | — | — | — | UK15 (7 Wo.)UK | — | The Smurfs                           |
| 1997 | Irre galaktisch! – Vol. 6                        | DE4 Gold · (22 Wo.)DE | AT2 Platin · (16 Wo.)AT | CH3 Platin · (21 Wo.)CH | — | — |                                      |
| 1998 | Greatest Hits                                    | — | — | — | UK28 (6 Wo.)UK | — | The Smurfs                           |
| 1998 | Fette Fete! – Vol. 7                             | DE2 Gold · (21 Wo.)DE | AT1 Gold · (16 Wo.)AT | CH4 Gold · (22 Wo.)CH | — | — |                                      |
| 1998 | Feest!                                           | — | — | — | — | NL15 (12 Wo.)NL | De Smurfen                           |
| 1998 | Oh, du Schlumpfige! – Vol. 8                     | DE16 (5 Wo.)DE | AT9 Gold · (8 Wo.)AT | CH13 (5 Wo.)CH | — | — |                                      |
| 1999 | Super Sommer – Vol. 9                            | DE6 (14 Wo.)DE | AT2 (17 Wo.)AT | CH9 (12 Wo.)CH | — | — |                                      |
| 1999 | Jetzt knallt’s – Vol. 10                         | DE15 Gold · (13 Wo.)DE | AT4 Gold · (17 Wo.)AT | CH10 (15 Wo.)CH | — | — |                                      |
| 2000 | Total abgespaced! – Vol. 11                      | DE3 (8 Wo.)DE | AT2 Gold · (12 Wo.)AT | CH10 (8 Wo.)CH | — | — |                                      |
| 2000 | Eiskalt erwischt! – Vol. 12                      | DE16 Gold · (10 Wo.)DE | AT3 Gold · (13 Wo.)AT | CH19 (14 Wo.)CH | — | — |                                      |
| 2001 | 3,2,1 Smurfenhits!                               | — | — | — | — | NL8 (9 Wo.)NL | De Smurfen                           |
| 2001 | Die Fette 13!                                    | DE30 (8 Wo.)DE | AT7 Gold · (15 Wo.)AT | CH26 (4 Wo.)CH | — | — |                                      |
| 2001 | Top of the Smurfs                                | — | — | — | — | NL55 (2 Wo.)NL | De Smurfen                           |
| 2002 | Wir singen Hey Ho! – Vol. 14                     | DE13 (15 Wo.)DE | AT4 (16 Wo.)AT | CH41 Gold · (6 Wo.)CH | — | — |                                      |
| 2003 | Schlumpfhausen sucht den Superschlumpf – Vol. 15 | DE22 Gold · (13 Wo.)DE | AT5 (14 Wo.)AT | CH25 (8 Wo.)CH | — | — |                                      |
| 2004 | Schabernack im Schlumpfen-Schloss – Vol. 16      | DE24 (13 Wo.)DE | AT13 (16 Wo.)AT | CH32 (9 Wo.)CH | — | — |                                      |
| 2005 | Hokus Pokus Schlumpfibus! – Vol. 17              | DE81 (3 Wo.)DE | AT24 (15 Wo.)AT | CH57 (7 Wo.)CH | — | — |                                      |
| 2008 | Wij zijn de smurfen!                             | — | — | — | — | NL3 Gold · (20 Wo.)NL | De Smurfen                           |
| 2008 | Wij gaan naar Smurfenland!                       | — | — | — | — | NL24 (6 Wo.)NL | De Smurfen                           |
| 2011 | Wij willen Smurfen                               | — | — | — | — | NL4 Gold · (18 Wo.)NL | De Smurfen                           |
| 2011 | Die Hits der Schlümpfe                           | DE25 (15 Wo.)DE | AT36 (15 Wo.)AT | CH36 (19 Wo.)CH | — | — |                                      |
| 2012 | Wij houden van de smurfen                        | — | — | — | — | NL6 (4 Wo.)NL | De Smurfen                           |
| 2012 | Winterpret met de Smurfen                        | — | — | — | — | NL97 (2 Wo.)NL | De Smurfen                           |
| 2012 | Die Hits der Schlümpfe Vol. 2                    | DE45 (4 Wo.)DE | — | CH62 (2 Wo.)CH | — | — |                                      |
| 2017 | Das verschlumpfte Album                          | DE31 (6 Wo.)DE | AT27 (6 Wo.)AT | — | — | — |                                      |

grau schraffiert: keine Chartdaten aus diesem Jahr verfügbar
Weitere Alben
- 1978:  Honger bij de Smurfen / De zwarte Smurfen (De Smurfen)
- 1979:  Smurfing Sing Song (The Smurfs)
- 1981:  The Smurfs All Star Show (The Smurfs)
- 1982:  Best of Friends (The Smurfs)
- 1982:  Daar zijn de Smurfen weer (De Smurfen)
- 1982:  Smurfing Sing-Along (The Smurfs)
- 1983:  Merry Christmas with the Smurfs (The Smurfs)
- 1983:  Smurfen hoorspel met liedjes (De Smurfen)

- 1984:  De Smurfen Deel 2 – Hoorspel met liedjes (De Smurfen)
- 1984:  Smurf’s Party Time (The Smurfs)
- 1987:  De Smurfen Deel 1 – Door Peyo (De Smurfen)
- 1987:  De Smurfen Deel 2 – Door Peyo (De Smurfen)
- 1990:  Schlumpfenland Wunderland (mit Vader Abraham)
- 1991:  Neue Lieder aus dem Schlumpfenland (mit Vader Abraham)
- 1996:  Smurfenhits! (De Smurfen, 2 CDs)
- 2003:  Het Smurfenfeest (De Smurfen)
- 2018:  Hey Mister DJ! (Die Schlümpfe)
- 2023:  Die schlumpfigsten Hits (Die Schlümpfe)

## Singles
| Jahr | Titel Album                                                            | Höchstplatzierung, Gesamtwochen/‑monate, AuszeichnungChartplatzierungen (Jahr, Titel, Album, Platzierungen, Wochen/Monate, Auszeichnungen, Anmerkungen) | Höchstplatzierung, Gesamtwochen/‑monate, AuszeichnungChartplatzierungen (Jahr, Titel, Album, Platzierungen, Wochen/Monate, Auszeichnungen, Anmerkungen) | Höchstplatzierung, Gesamtwochen/‑monate, AuszeichnungChartplatzierungen (Jahr, Titel, Album, Platzierungen, Wochen/Monate, Auszeichnungen, Anmerkungen) | Höchstplatzierung, Gesamtwochen/‑monate, AuszeichnungChartplatzierungen (Jahr, Titel, Album, Platzierungen, Wochen/Monate, Auszeichnungen, Anmerkungen) | Höchstplatzierung, Gesamtwochen/‑monate, AuszeichnungChartplatzierungen (Jahr, Titel, Album, Platzierungen, Wochen/Monate, Auszeichnungen, Anmerkungen) | Anmerkungen                                              |
| Jahr | Titel Album                                                            | DE | AT | CH | UK | NL | Anmerkungen                                              |
| ---- | ---------------------------------------------------------------------- | --- | --- | --- | --- | --- | -------------------------------------------------------- |
| 1977 | ’t Smurfenlied –                                                       | — | — | — | — | NL1 (17 Wo.)NL |                                                          |
| 1978 | Smurfenbier –                                                          | — | — | — | — | NL5 (6 Wo.)NL |                                                          |
| 1978 | Das Lied der Schlümpfe Vader Abraham im Land der Schlümpfe             | DE1 Platin · (48 Wo.)DE | AT2 (8 Mt.)AT | CH3 (14 Wo.)CH | — | — | Erstveröffentlichung: 1977                               |
| 1978 | The Smurf Song –                                                       | — | — | — | UK2 Gold · (17 Wo.)UK | — | Erstveröffentlichung: 1977 Father Abraham and the Smurfs |
| 1978 | Was wird sein, fragt der Schlumpf –                                    | DE4 (26 Wo.)DE | AT4 (4 Mt.)AT | CH6 (7 Wo.)CH | — | — |                                                          |
| 1978 | Dippety Day –                                                          | — | — | — | UK13 Silber · (12 Wo.)UK | — | Father Abraham and the Smurfs                            |
| 1978 | Christmas In Smurfland –                                               | — | — | — | UK19 (7 Wo.)UK | — | Father Abraham and the Smurfs                            |
| 1979 | Nee Daar Trappen We Niet In –                                          | — | — | — | — | NL17 (5 Wo.)NL | mit De Ruimtesmurfen M.M.V. 5 P.K.                       |
| 1981 | Willi, Willi (Kinderreime) –                                           | DE19 (10 Wo.)DE | — | — | — | — |                                                          |
| 1990 | Doe mij maar na –                                                      | — | — | — | — | NL37 (3 Wo.)NL | Vader Abraham en De Smurfen                              |
| 1995 | No Limit –                                                             | — | — | — | — | NL1 Platin · (13 Wo.)NL | Irene Moors & De Smurfen                                 |
| 1995 | Waarom doe jij nooit gewoon – héla hola –                              | — | — | — | — | NL36 (3 Wo.)NL | Irene Moors & De Smurfen                                 |
| 1995 | ’K heb nieuwe schoenen –                                               | — | — | — | — | NL35 (2 Wo.)NL | Irene Moors & De Smurfen                                 |
| 1995 | Schlumpfen Cowboy Joe (Cotton Eye Joe) Tekkno ist Cool – Vol. 1        | DE9 Gold · (16 Wo.)DE | AT3 Gold · (18 Wo.)AT | — | — | — |                                                          |
| 1995 | Keine Schule (No Limit) Tekkno ist Cool – Vol. 1                       | DE25 (3 Wo.)DE | AT29 (7 Wo.)AT | — | — | — |                                                          |
| 1995 | Klipp Klapp (Shut Up) –                                                | DE99 (1 Wo.)DE | AT23 (11 Wo.)AT | — | — | — | Erstveröffentlichung: 1989                               |
| 1995 | Knutsel komt zo –                                                      | — | — | — | — | NL27 (4 Wo.)NL | De Smurfen                                               |
| 1996 | Ich find’ dich klasse! (Ich find’ dich scheiße) Alles Banane! – Vol. 3 | — | AT29 (5 Wo.)AT | — | — | — |                                                          |
| 1996 | I’ve Got a Little Puppy –                                              | — | — | — | UK4 Silber · (10 Wo.)UK | — | The Smurfs                                               |
| 1996 | Your Christmas Wish –                                                  | — | — | — | UK8 (6 Wo.)UK | — | The Smurfs                                               |
| 1997 | Vergeßlich (Verpiß dich) Balla Balla – Vol. 5                          | — | AT35 (1 Wo.)AT | — | — | — |                                                          |
| 1998 | Auf ’ne Party geh’n (Barbie Girl) –                                    | — | — | — | — | NL61 (5 Wo.)NL |                                                          |
| 2006 | Wir spielen gerne Fußball –                                            | — | — | — | — | NL100 (1 Wo.)NL |                                                          |

Weitere Singles
| - 1979: Silly Little Song (The Smurfs) - 1979: When the Smurfs (The Smurfs) - 1980: Bier, Bier, Schlümpfebier - 1981: Up There, Cazaly (The Smurfs) - 1981: Die Schlumpfen Revue - 1981: Hi Hei Ho Ho Ho - 1981: The Clapping and Jumping Song (The Smurfs) - 1982: Der kleine Schlumpfensheriff - 1984: Das Fernsehschlümpfelied (mit Benny) - 1995: Ja, wij vieren feest! (De Smurfen) - 1995: Smurfin (Cherie… Is in da House) (De Smurfen) | - 1996: Captain Schlumpf (Captain Jack) - 1996: Ja, ja der Coco (Coco Jamboo) - 1996: In der Schlumpfenbäckerei - 1997: Noch ein Tor! (Here We Go) - 1997: Wij zijn Smurf (De Smurfen) - 1997: Weltraumschlümpfe (Tamagotchi) - 1997: Samba mit den Schlümpfen (Samba de Janeiro) - 1998: Bleibt bei mir (Stand by Me) - 1998: Smurfy Girl (Barbie Girl) (The Smurfs) - 1999: Wir sind klein – Ihr seid groß (You’re My Heart, You’re My Soul) - 1999: Wir wollen verreisen (We Like to Party) |

### Hörspiele
- 1980: Hitparade der Schlümpfe – Hörspiel (DE: Gold)

## Statistik

### Chartauswertung
|                     | DE     | AT     | CH     | UK    | NL     |
| ------------------- | ------ | ------ | ------ | ----- | ------ |
| Nummer-eins-Alben   | DE3DE  | AT7AT  | CH1CH  | UK—UK | NL2NL  |
| Top-10-Alben        | DE12DE | AT18AT | CH9CH  | UK3UK | NL9NL  |
| Alben in den Charts | DE24DE | AT22AT | CH20CH | UK6UK | NL16NL |

|                       | DE    | AT    | CH    | UK    | NL     |
| --------------------- | ----- | ----- | ----- | ----- | ------ |
| Nummer-eins-Singles   | DE1DE | AT—AT | CH—CH | UK—UK | NL2NL  |
| Top-10-Singles        | DE3DE | AT3AT | CH2CH | UK3UK | NL3NL  |
| Singles in den Charts | DE6DE | AT7AT | CH2CH | UK5UK | NL10NL |

### Auszeichnungen für Musikverkäufe
| Land/RegionAuszeichnungen für Musikverkäufe (Land/Region, Auszeichnungen, Verkäufe, Quellen) | Silber     | Gold       | Platin       | Verkäufe    | Quellen                                                 |
| -------------------------------------------------------------------------------------------- | ---------- | ---------- | ------------ | ----------- | ------------------------------------------------------- |
| Belgien (BRMA)                                                                               | —          | 6× Gold6   | —            | 130.000     | ultratop.be BE2                                         |
| Deutschland (BVMI)                                                                           | —          | 11× Gold11 | 8× Platin8   | 6.500.000   | musikindustrie.de                                       |
| Europa (IFPI)                                                                                | —          | —          | 2× Platin2   | (2.000.000) | ifpi.org                                                |
| Finnland (IFPI)                                                                              | —          | 7× Gold7   | 15× Platin15 | 873.848     | ifpi.fi                                                 |
| Frankreich (SNEP)                                                                            | —          | 4× Gold4   | —            | 550.000     | infodisc.fr snepmusique.com                             |
| Kanada (MC)                                                                                  | —          | 2× Gold2   | 4× Platin4   | 500.000     | musiccanada.com                                         |
| Niederlande (NVPI)                                                                           | —          | 3× Gold3   | 5× Platin5   | 560.000     | nvpi.nl                                                 |
| Norwegen (IFPI)                                                                              | —          | 4× Gold4   | 3× Platin3   | 665.000     | ifpi.no (Memento vom 24. Juli 2011 im Internet Archive) |
| Österreich (IFPI)                                                                            | —          | 7× Gold7   | 10× Platin10 | 670.000     | ifpi.at                                                 |
| Polen (ZPAV)                                                                                 | —          | Gold1      | 8× Platin8   | 850.000     | olis.pl                                                 |
| Schweden (IFPI)                                                                              | —          | 2× Gold2   | 5× Platin5   | 500.000     | sverigetopplistan.se                                    |
| Schweiz (IFPI)                                                                               | —          | 3× Gold3   | 5× Platin5   | 320.000     | hitparade.ch                                            |
| Spanien (Promusicae)                                                                         | —          | —          | 6× Platin6   | 600.000     | mediafire.com: #1 #2                                    |
| Tschechien (IFPI)                                                                            | —          | —          | —            | 380.000     | Einzelnachweise                                         |
| Ungarn (MAHASZ)                                                                              | —          | 3× Gold3   | —            | 100.000     | slagerlistak.hu                                         |
| Vereinigtes Königreich (BPI)                                                                 | 2× Silber2 | 3× Gold3   | 4× Platin4   | 2.350.000   | bpi.co.uk                                               |
| Insgesamt                                                                                    | 2× Silber2 | 56× Gold56 | 75× Platin75 |             |                                                         |